# Steve Harwell
Steven Scott Harwell (9. ledna 1967 – 4. září 2023) byl americký hudebník, zpěvák a frontman americké rockové skupiny Smash Mouth. Ve skupině působil od založení v roce 1994 až do svého odchodu do důchodu v roce 2021.

## Kariéra
Svou kariéru začal jako rapper ve skupině F.O.S. (Freedom of Speech). Skupinu opustil v roce 1992. K odchodu a změně žánru ho ovlivnilo nové album rappera Dr. Dreho, pojmenované The Chronic.

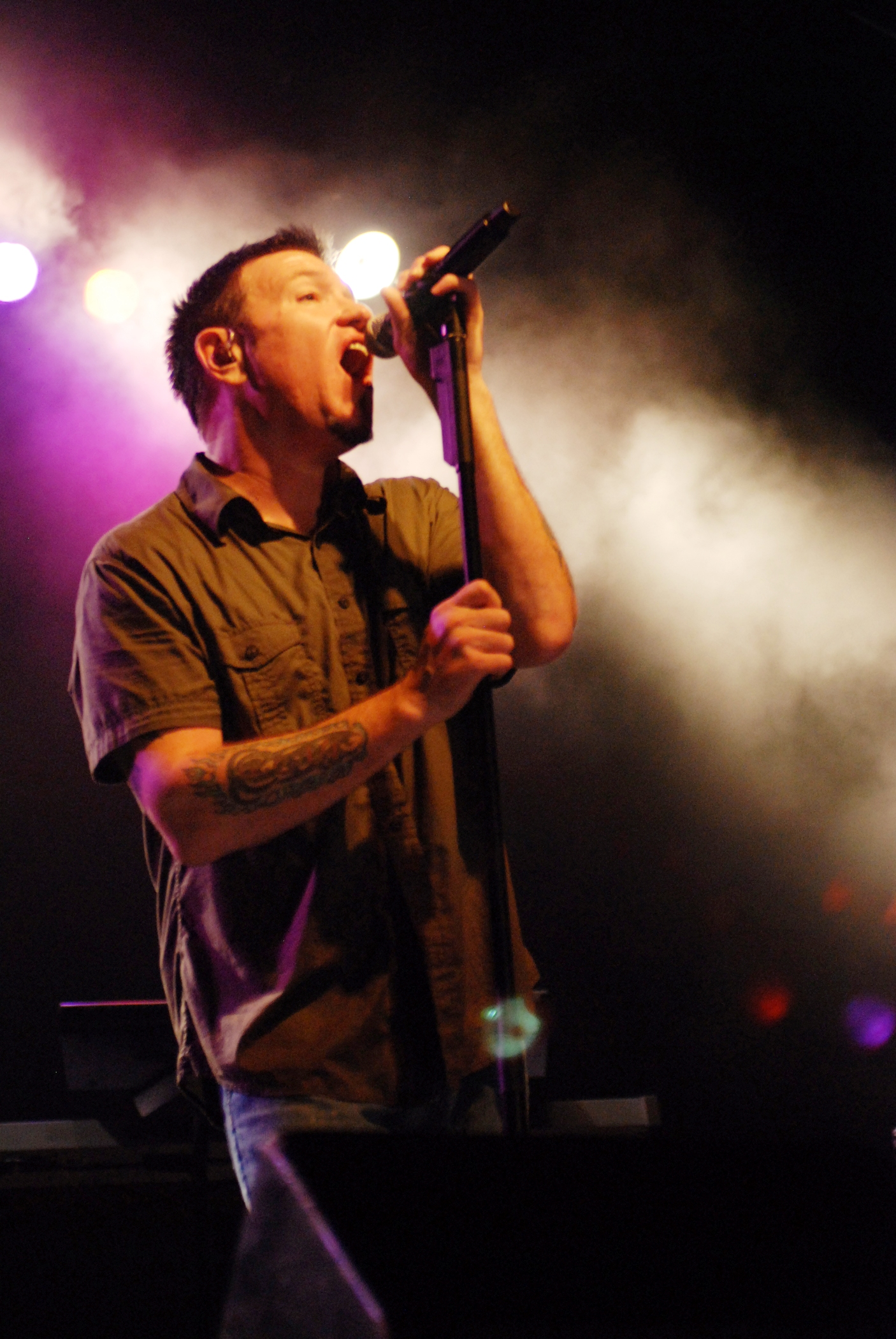
Během vystoupení v roce 2009

Greg Camp založil v roce 1994 společně s Harwellem, Kevinem Colemanem a Paulem De Lislem rockovou skupinu Smash Mouth. Prvního úspěchu dosáhli s písní „Walkin' on the Sun“ z roku 1997. Nejznámější píseň pojmenovaná „All Star“ z roku 1999 získala ve Spojených státech velký úspěch. Skladba se stala ikonickou i tím, že se objevila ve filmu Shrek.
V roce 2001 si zahrál kameo roli ve filmu Milionový závod a o pět let později se objevil v reality show The Surreal Life.
Během koncertu kapely dne 27. srpna roku 2016 ve městě Urbana ve státě Illinois zkolaboval na pódiu a následně byl převezen do nemocnice. Skupiny dokončila koncert i bez něj. Zbytek koncertu dozpíval De Lisle.
V říjnu 2021 vystoupil na festivalu piva a vína v Bethelu ve státě New York. Zdál se být pod vlivem alkoholu, ohrožoval diváky a předvedl něco, co vypadalo jako nacistický pozdrav. Poté oznámil odchod do důchodu kvůli přetrvávajícím zdravotním problémům. V kapele ho nahradil Zach Goode.

## Osobní život
Byl ženatý s Michelle Laroqueovou, ale pár se rozvedl. Měli spolu syna Presleyho, který zemřel v červenci 2001 ve věku šesti měsíců na akutní lymfocytární leukémii. Sám Harwell následně založil fond pro prevenci této nemoce. Pojmenoval ho Presley Scott Research Foundation for Leukemia.

## Nemoc a smrt
Po většinu života se potýkal s alkoholismem, který se ještě zhoršil po smrti syna. Na některých koncertech vystoupil opilý. V roce 2013 mu byla diagnostikována kardiomyopatie a Wernickeova encefalopatie, která může zhoršovat řeč a paměť. V roce 2021 odešel do důchodu, protože mu tyto zdravotní problémy bránily ve vystupování.
Zemřel 4. září roku 2023 ve svém domě v Boise ve státě Idaho. Den poté, co jeho manažer oznámil, že je hospitalizován kvůli selhání jater v posledním stádiu.